# Cataulacus wasmanni
Cataulacus wasmanni är en myrart som beskrevs av Auguste-Henri Forel 1897. Cataulacus wasmanni ingår i släktet Cataulacus och familjen myror. Inga underarter finns listade.

## Bildgalleri

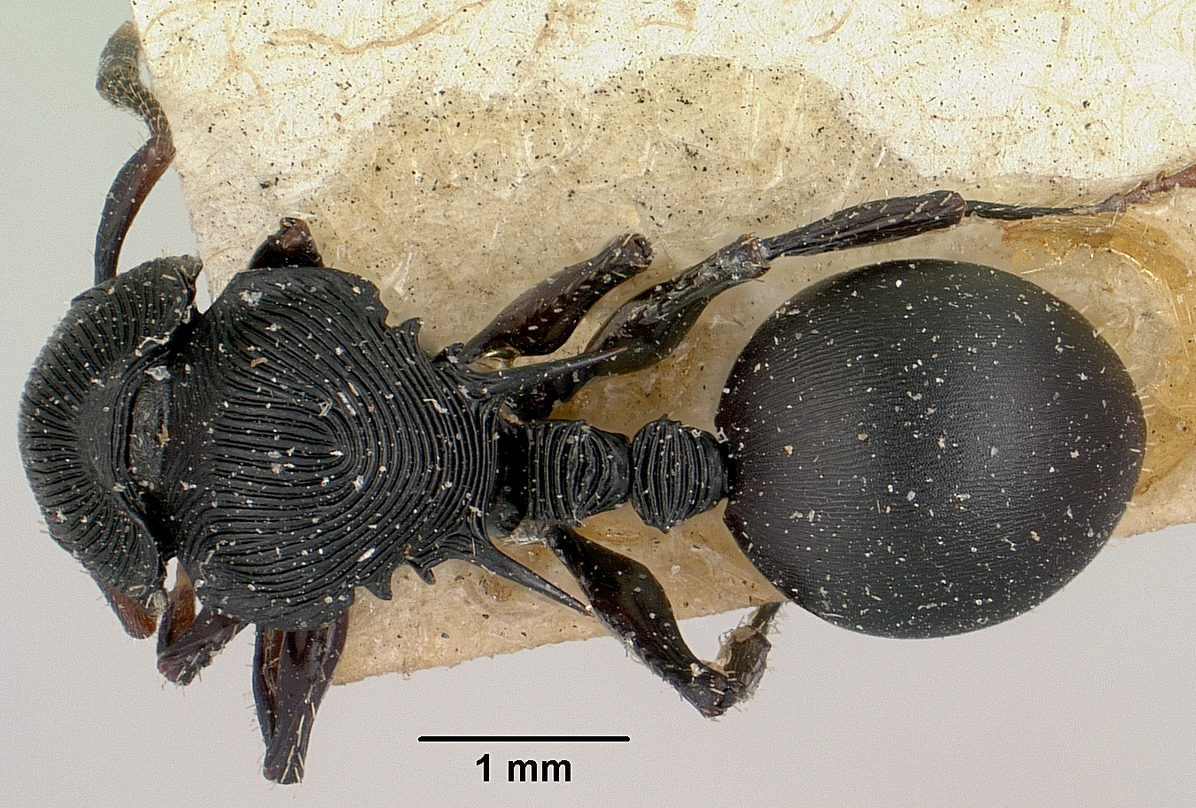
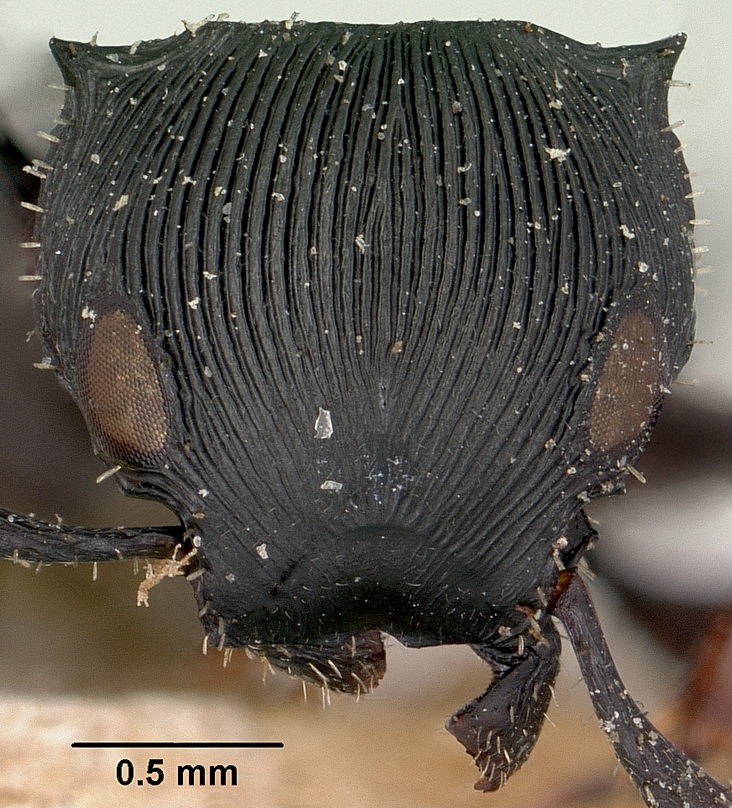
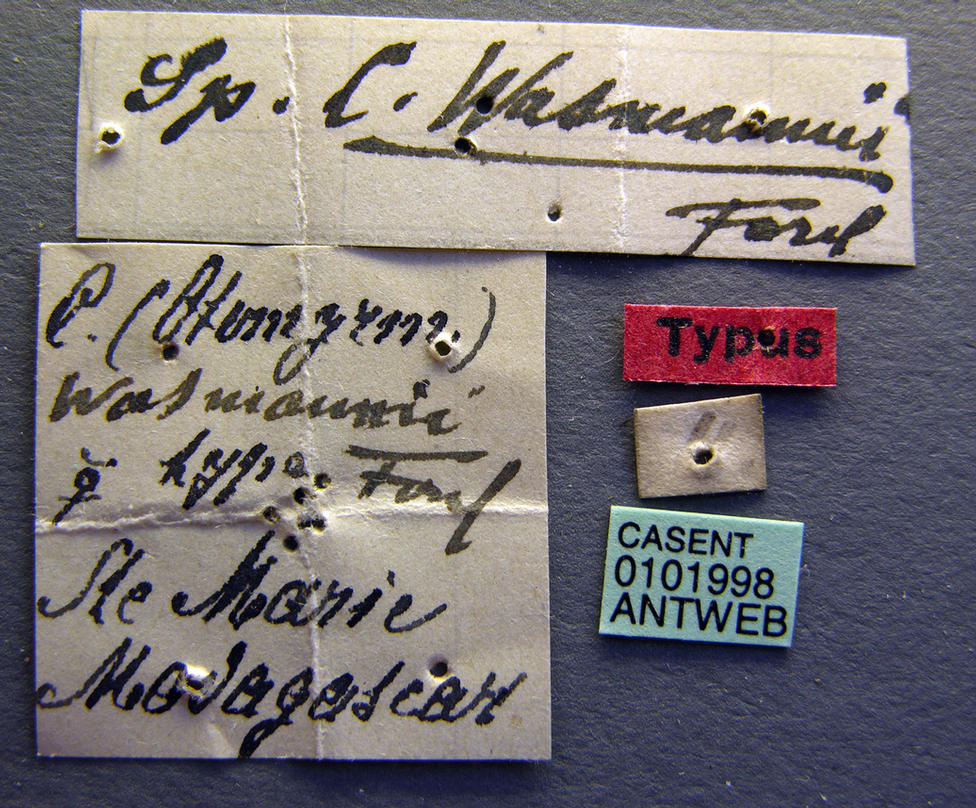
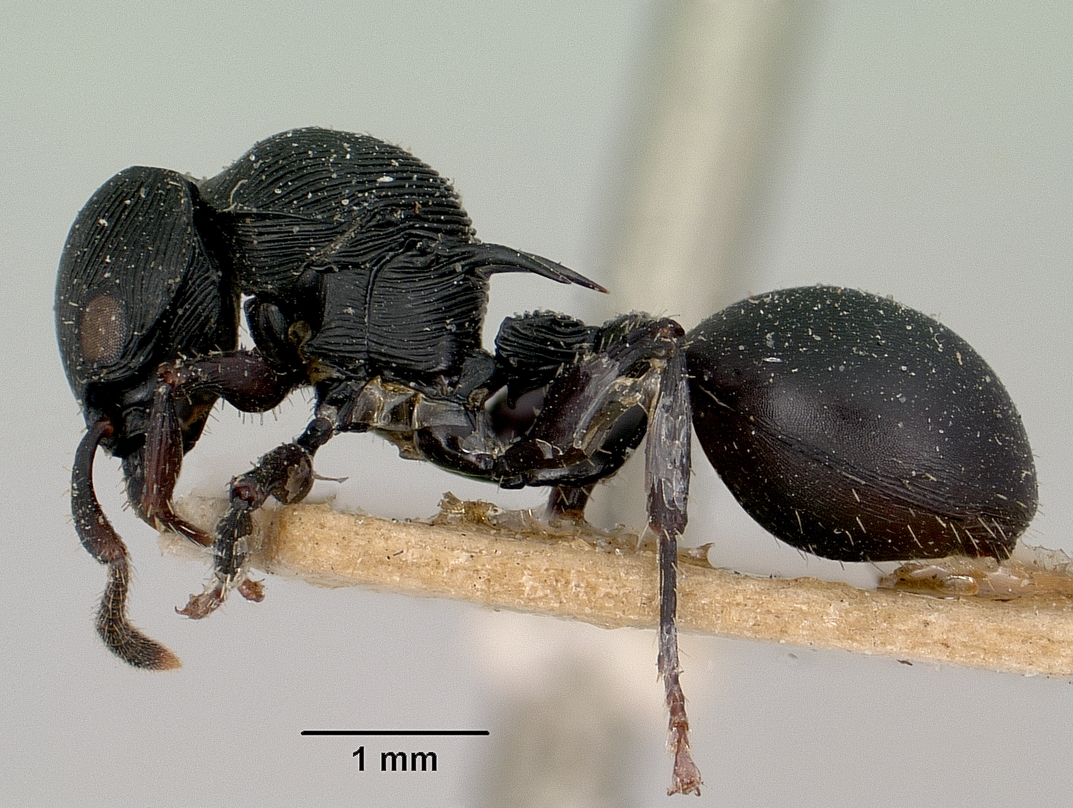
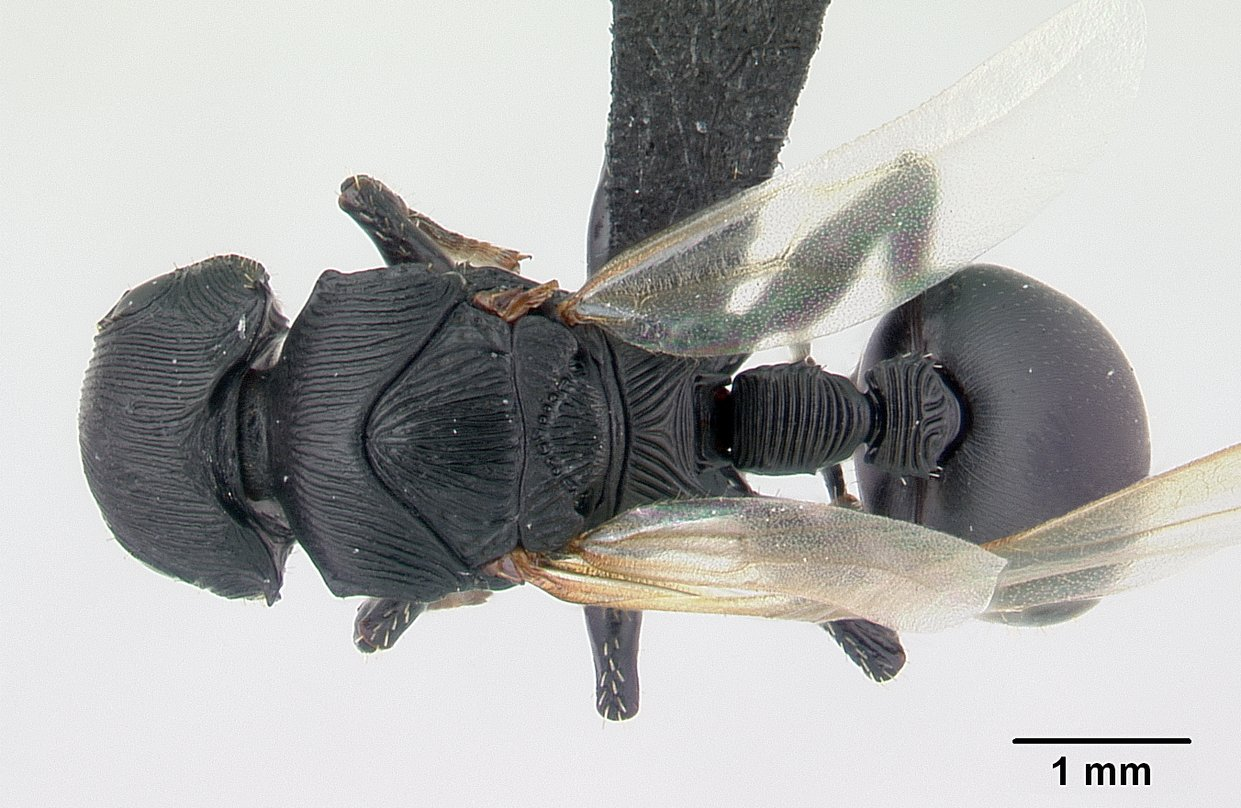
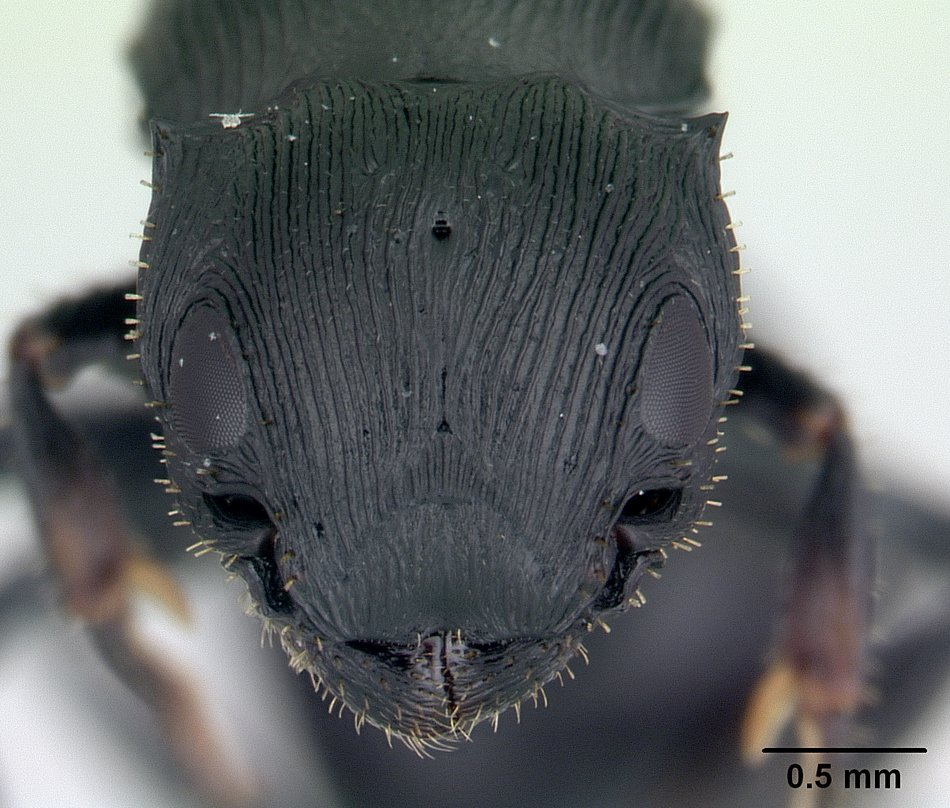